# Jeffrey Skilling

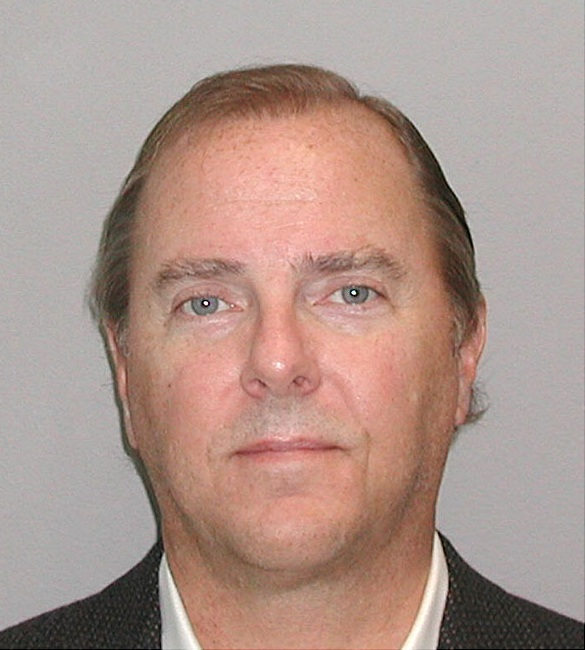
Jeffrey Skilling

Jeffrey Keith Skilling (* 25. November 1953) ist ein US-amerikanischer Manager. Er ist der ehemalige Vorstandsvorsitzende des Unternehmens Enron und leitete das Unternehmen von Februar bis August 2001. Wegen massiven Bilanzbetrugs wurde er zu einer langjährigen Haftstrafe verurteilt. Mehr als 21.000 Beschäftigte verloren ihren Arbeitsplatz, die Anleger – einschließlich des Enron-Pensionsfonds – verloren mehrere Milliarden Dollar.

## Leben
Skilling stellte sich am 19. Februar 2004 der amerikanischen Bundesbehörde FBI im Zusammenhang mit den gegen ihn und seinen Vorgänger an der Spitze des Konzerns, Kenneth Lay, erhobenen Betrugsvorwürfen. In dem folgenden Prozess wurde Skilling im Mai 2006 von der Jury in 19 von 28 gegen ihn erhobenen Anklagepunkten schuldig gesprochen. Die möglichen Höchststrafen für die einzelnen Delikte summierten sich für Skilling theoretisch auf 185 Jahre. Als tatsächliche Höchststrafe galten gut 30 Jahre. Das Strafmaß von 24 Jahren und vier Monaten Haft wurde am 23. Oktober 2006 verkündet. Zusätzlich muss er 45 Mio. Dollar Entschädigung an Investoren zahlen. Skilling hielt an seiner Darstellung fest, dass er kein Verbrechen begangen habe, und kündigte an, sich den Rest seines Lebens um eine Revision des Urteils zu bemühen. Er verbüßte seine Strafe in der Englewood Federal Correctional Institution in Jefferson County südlich von Denver (Colorado). Am 6. Januar 2009 bestätigte ein Berufungsgericht in New Orleans alle 19 Anklagepunkte, befand jedoch das Strafmaß als zu hoch, weil die Summierung der Gesamtstrafe durch den verurteilenden Richter fehlerhaft gewesen sei. Die Festlegung des Strafmaßes musste erneut erfolgen. Nach Expertenmeinung konnte er jedoch nur eine leichte Reduzierung erwarten und musste immer noch mit 15 bis 19 Jahren Haft rechnen. Im Juni 2013 bestätigte ein Gericht in Houston, dass Skillings Haftstrafe um 10 Jahre, von 24 auf 14 Jahre reduziert werde. Diese Strafmilderung kam durch einen Deal seitens Skillings mit der Justiz zustande, der eine Zahlung von 40 Mio. US-Dollar an ehemalige Investoren sowie einen Verzicht auf weitere Anfechtungen des 2006 gefällten Urteils vorsah.
Nachdem bekanntgegeben wurde, dass Skilling aus einer geschlossenen Haftanstalt in Montgomery (Alabama) im Februar 2019 entlassen werde, geschah dies bereits im August 2018 und er wurde in den offenen Vollzug nach Texas verlegt. Am 21. Februar 2019 wurde Skilling nach 12 Jahren Haft auch aus dem offenen Vollzug entlassen. Mitte 2020 wurde bekannt, dass Skilling Kapital für die Gründung eines Dienstleisters für Energie- und Gasfirmen sammelt.